# Zvonek okrouhlolistý sudetský
Zvonek okrouhlolistý sudetský (Campanula rotundifolia subsp. sudetica) je vzácná, sytě modře kvetoucí bylina. Je poddruh cirkumpolárně rozšířeného zvonku okrouhlolistého. Názory na jeho taxonomické zařazení se průběhem času měnily. V roce 1930 jej popsal Johann Hruby jako Campanula rotundifolia var. sudetica a v roce 1977  dospěl Miloslav Kovanda k jinému názoru a zařadil ho pod druh Campanula tatrae jako Campanula tatrae subsp. sudetica (Hruby) Kovanda. V dnešní době ho většina autorů považuje za poddruh zvonku okrouhlolistého a užívá pro něj jméno Campanula rotundifolia subsp. sudetica (Hruby) Soó.

## Rozšíření
Je neoendemitem Sudetského pohoří (též Krkonošsko-jesenické subprovincie). Vyskytuje se v Krkonoších (Čertova zahrádka, Kotelní jámy, Obří důl) a v Hrubém Jeseníku (Červená hora, Keprník, Obří skály, Tabulové kameny). Vyrůstá nejčastěji na skalnatých svazích a zarostlých sutích, nejvíce mu prospívají kyselé a vlhké půdy málo bohaté na živiny, jeho areál výskytu je až do subalpínského vegetačního stupně.

## Ohrožení
Zvonek okrouhlolistý sudetský je "Černým a červeným seznamem cévnatých rostlin ČR z roku 2000", zařazen do kategorie ohrožený druh (EN) a vyhláškou MŽP ČR č. 395/1992 Sb. je považován dokonce za kriticky ohrožený druh (CR).

## Popis
Trsnatá vytrvalá rostlina s nevětvenou lodyhou která bývá vystoupavá, převislá nebo položená a dosahuje průměrné výška od 10 do 15 cm. Těsně nad povrchem půdy vyrůstají z tenkého, plazivého, větveného oddenku přízemní listy dlouze řapíkaté, ledvinovitého až mělce srdčitého tvaru které jsou po obvodu vroubkované. Květné lodyhy mají přisedlé listy porůstající lodyhu převážně jen v její spodní části, jsou protáhle, úzce kopinaté, celokrajné nebo někdy zubaté. Přízemní listy částečně přezimují, během zimy kryjí obnovovací pupeny umístěné těsně u povrchu půdy.
Pětičetné květy vyrůstají jednotlivě nebo v chudém hroznu. Kališní lístky jsou úzce kopinaté, u báze jsou široké jen 1 až 1,5 mm. Rozeklaná koruna zvonkovitého nebo řidčeji válcovitého tvaru bývá dlouhá 18 až 22 mm, její široké korunní lístky jsou sytě modré až modrofialové. V květu je pět nesrostlých tyčinek s prašníky zhruba stejně dlouhými jako nitky. Lysý spodní semeník s nektarovými žlázkami má čnělku s trojitě rozeklanou bliznou, opylování je entomogamní. Prašníky jsou dříve zralé než blizny a jen zřídka dochází k samoopylení. Vykvétá v květnu až září. Rostlina je tetraploidní, 2n = 68. Plody jsou visící, blanité tobolky dlouze kuželovitého tvaru obsahující drobná semena. Tobolky mají otvory nahoře u stopky, takže zralá semena mohou vypadávat jen za pohybu tobolek (např. při větru).